# Eatonina pulicaria
Eatonina pulicaria is een slakkensoort uit de familie van de Cingulopsidae. De wetenschappelijke naam van de soort is voor het eerst geldig gepubliceerd in 1873 door Fischer.